# Rhopalorhynchus filipes
Rhopalorhynchus filipes är en havsspindelart som beskrevs av Stock, J.H. 1991. Rhopalorhynchus filipes ingår i släktet Rhopalorhynchus och familjen Colossendeidae. Inga underarter finns listade i Catalogue of Life.